# Bosaso

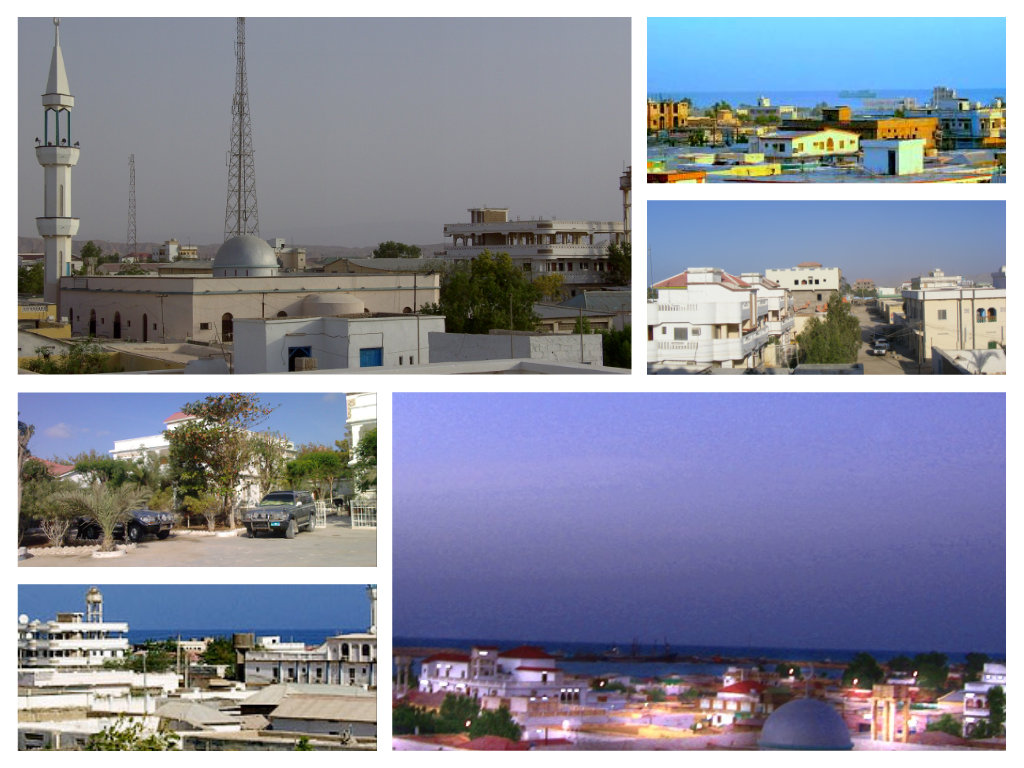
Olika motiv från Bosaso.

Bosaso (somaliska Boosaaso) är en stad i Somalia med cirka 107 000 invånare (2005), belägen på landets nordkust mot Adenviken. Den är en viktig hamnstad och är huvudort i regionen Bari, i den de facto självstyrande regionen Puntland.